# Tartufo (roomijs)
Tartufo (Italiaans voor truffel) is een Italiaanse ijsspecialiteit, een soort ijsbonbon met een kern van bittere truffelchocolade die wordt versierd met slagroom, cacaopoeder, chocoladesaus en/of vanillesaus.

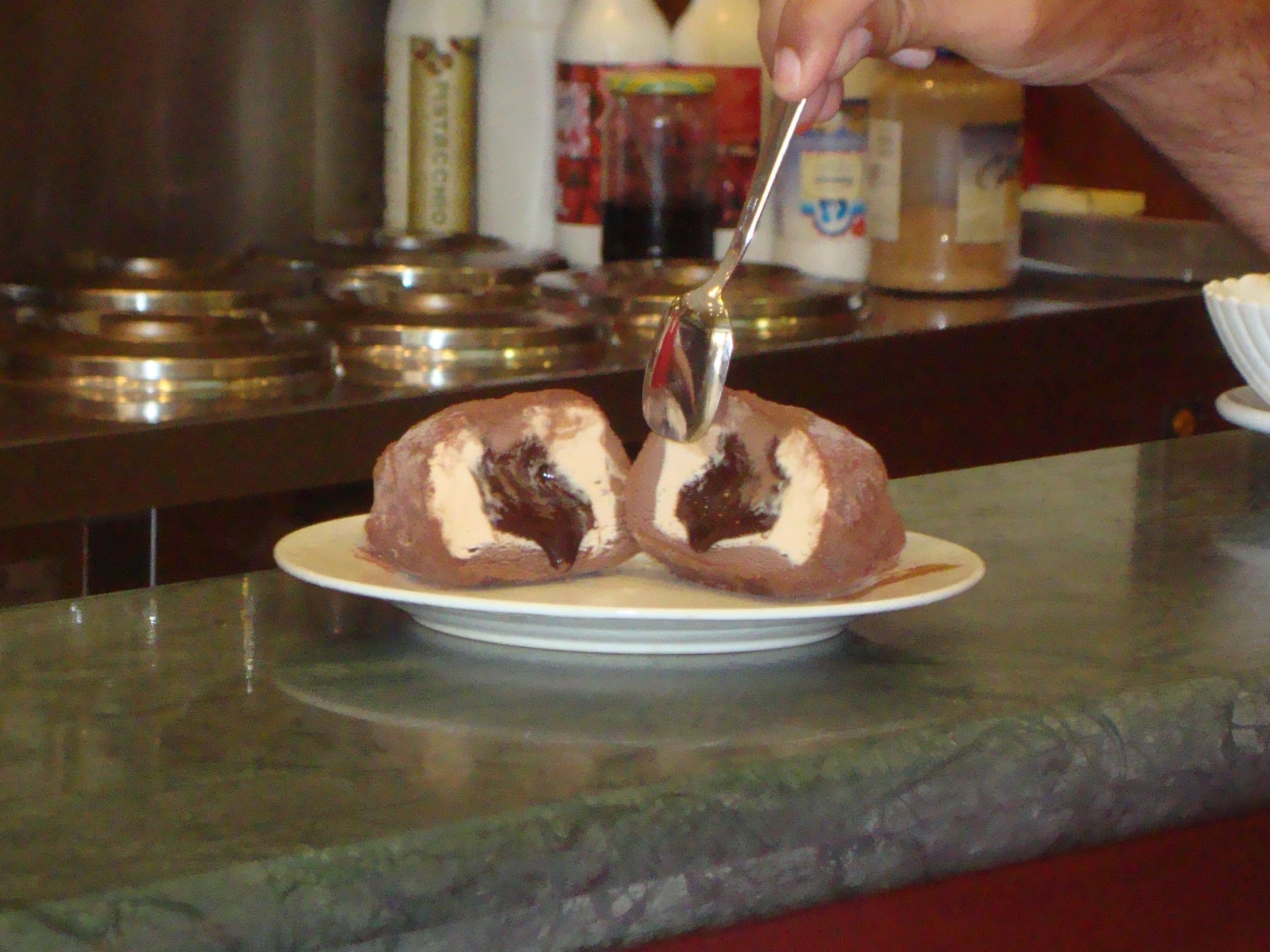
Tartufo di Pizzo - Original - Inside

- Tartufo bianco bestaat uit een gevulde bal vanille-ijs, vaak opnieuw omhuld met een laag chocolade-ijs
- Tartufo mokka bestaat uit een gevulde bal mokka-ijs
- Andere tartufovarianten bevatten veelal likeur en fruit.